# Jákobova ovce
Jákobova ovce, Čtyřrohá ovce, neboli Španělský strakáč je plemeno ovce domácí, vyznačující se čtyřmi rohy a černobíle strakatým nebo skvrnitým zbarvením.

## Vzhled

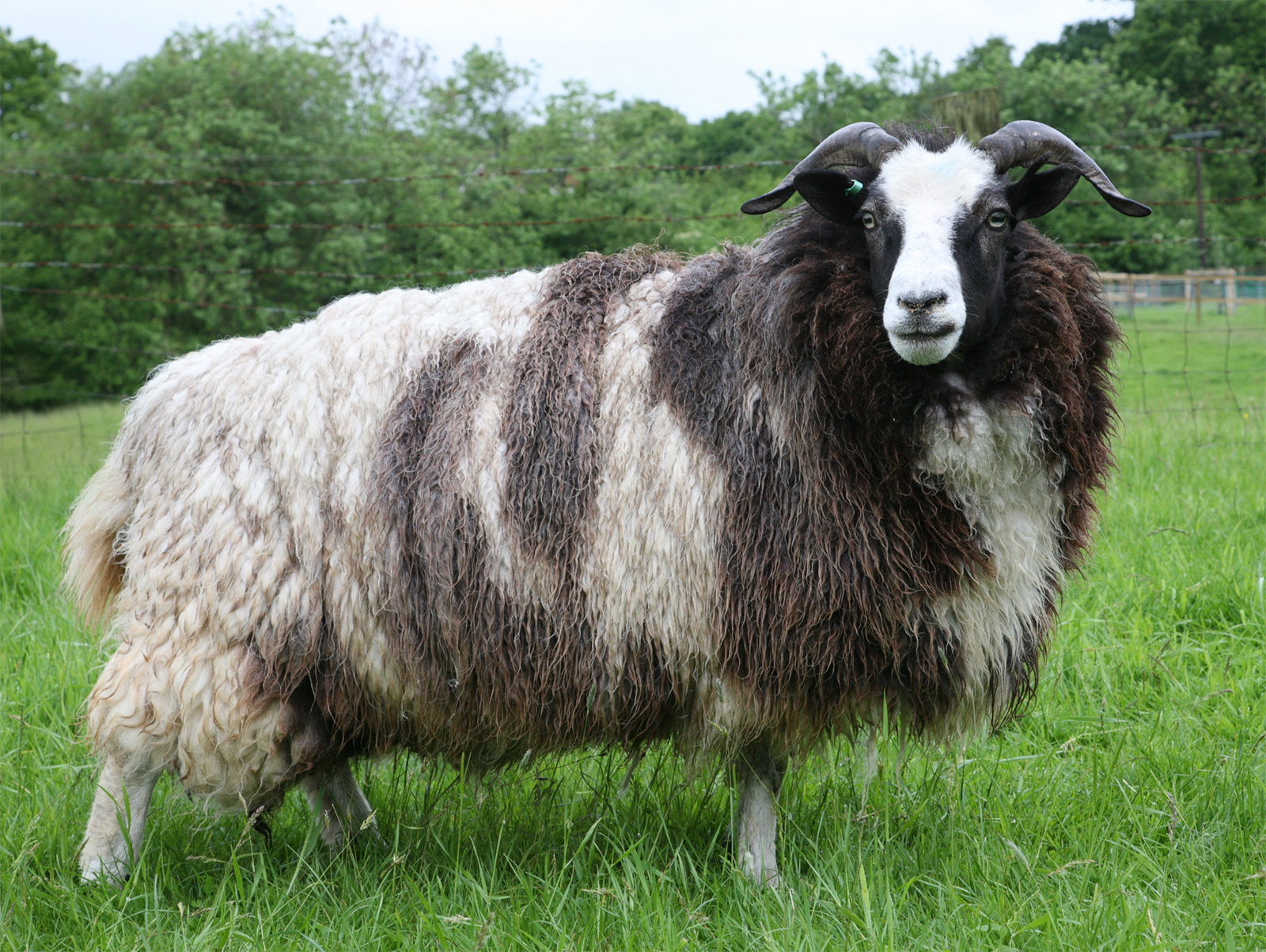
Jákobova ovce

Jedná se o středně velké plemeno ovcí, dosahující délky těla 80–95 cm, výšky v kohoutku až 75 cm a hmotnosti až 70 kg, postava je štíhlá s dlouhýma nohama, hlava mírně klabonosá, ocas dlouhý a poměrně tlustý, plemeno patří mezi tlustoocasá plemena ovcí, jimž se v ocase ukládá tuk. Obě pohlaví jsou rohatá, berani mají čtyři až šest rohů, bahnice mají dva nebo čtyři rohy. Zatímco spodní pár se spirálovitě stáčí kolem hlavy, jako u většiny rohatých plemen ovcí, horní pár, vyrůstající nad očima, směřuje vzhůru a dopředu. Nezaměnitelný vzhled těmto ovcím dodává i černobíle strakaté zbarvení. Kvalitou vlny se Jákobova ovce řadí mezi polojemnovlnná plemena.

## Původ
Přesný původ plemene není znám, ve své dnešní podobě byly tyto ovce chovány poprvé v 18. století v Anglii, kam byli jejich předkové s největší pravděpodobností dovezeni z Blízkého východu. Starověké syrské a mezopotámské reliéfy zobrazují čtyřrohé ovce velmi podobného vzhledu, navíce se v této oblasti dosud vyskytuje podobné plemeno awassi, jehož berani mají sice zpravidla dva, ale v některých případech i čtyři rohy. Název této ovce je odvozen z biblické legendy o Jákobovi, který magicky způsobil, že se jeho ovcím narodila černobíle skvrnitá jehňata (Gn 30,33–43).

## Chov a užitek
Jedná se o zajímavé plemeno ovcí, vyznačující se čilou, temperamentní povahou, takže je nelze chovat ve velkých stádech, ani účinně ovládat pomocí ovčáckého psa. Berani mohou být agresívní a kvůli mohutným rohům dokonce nebezpeční i člověku. Z toho důvodu se někdy chovají jako hlídači. Jedná se ovci s trojstrannou užitkovostí. Poskytuje především kvalitní vlnu a kožešinu, mléčná užitkovost není příliš vysoká a rovněž k produkci masa se, vzhledem k nízké plodnosti (bahnice rodí zpravidla jen jedno jehně) a pomalému růstu jehňat, příliš nehodí. V Česku se nejčastěji chová jako zájmové plemeno u drobných chovatelů, pro svůj atraktivní vzhled však bývá chována i v zoo.